# Felix Solis
Felix Solis, né le 17 septembre 1971 à New York, est un acteur, réalisateur et producteur américain.
D'ascendance porto-ricaine, il se définit lui-même comme un nuyoricain.

## Biographie
Felix Solis est né le 17 septembre 1971 à New York.

## Filmographie

### Cinéma

#### Longs métrages
- 1995 : Cousin Howard de Marc Gottlieb : Allen
- 2002 : Empire de Franc. Reyes : Jose
- 2003 : El circulo vicioso de Nelson Pena : Mata
- 2004 : Mémoire effacée (The Forgotten) de Joseph Ruben : Brasher
- 2005 : End of the Spear de Jim Hanon : Julio
- 2007 : Adrift in Manhattan d'Alfredo De Villa : Rolando
- 2009 : L'Enquête (The International) de Tom Tykwer : Détective Iggy Ornelas
- 2009 : Reunion d'Alan Hruska : Pete
- 2010 : My Soul to Take de Wes Craven : Mr Kaiser
- 2011 : Gun Hill Road de Rashaad Ernesto Green : Pete
- 2012 : Dos au mur (Man on a Ledge) d'Asger Leth : Nestor
- 2012 : Arbitrage de Nicholas Jarecki : Deferlito
- 2012 : You're Nobody 'til Somebody Kills You de Michael A. Pinckney : Détective Meil
- 2014 : Fugly! d'Alfredo Rodriguez De Villa : Pops
- 2016 : Tallulah de Sian Heder : Manuel
- 2024 : Unfrosted : L'épopée de la Pop-Tart (Unfrosted) de Jerry Seinfeld : El Sucre

#### Courts métrages
- 2004 : Mimmo & Paulie de Domenic Silipo : Mimmo
- 2005 : Everyone's Depressed d'Yanna Kroyt Brandt : Carlos
- 2007 : Kid de Miguel Alvarez : Martin
- 2016 : iHeart de lui-même : Le barman

### Télévision

#### Séries télévisées
- 1996 : New York Undercover : Felipe
- 1997 : New York Police Blues (NYPD Blue) : Victor
- 1997 : New York, police judiciaire (Law and Order) : Scapelli (saison 8, épisode 4)
- 1999 : New York, unité spéciale (Law and Order : Special Victims Unit) : Nick (saison 1, épisode 3)
- 1999 :  New York, police judiciaire : Tino (saison 9, épisode 10)
- 2000 : New York 911 (Third Watch) : Smith
- 2000 / 2007 : Les Soprano (The Sopranos) : Le pêcheur / Edgar Ramirez
- 2001 : À la Maison-Blanche (The West Wing) : Hammaker
- 2002 : New York, section criminelle : Cardenas (saison 2, épisode 6)
- 2003 : Oz : Reynaldo Escobales
- 2003 : New York, unité spéciale : Narc (saison 5, épisode 4)
- 2004 : On ne vit qu'une fois (One Life to Live) : Benicio
- 2005 : New York, cour de justice (Law and Order : Trial by Jury) : Miguel Guzman (saison 1, épisode 7)
- 2006 : Conviction : Mr Diaz
- 2006 : New York, police judiciaire : Mr. Garcia (saison 16, épisode 14)
- 2007 : Les As du braquage (The Knights of Prosperity) : Jaime Santanita
- 2007 : New York, section criminelle : Ray Delgado (saison 7, épisode 1)
- 2009 : Damages : Rudy Vasquez
- 2009 : Fringe : Daniel Hicks
- 2009 : New York, police judiciaire : Livan Santana (saison 19, épisode 17)
- 2010 : Esprits criminels (Criminal Minds) : Nelson G
- 2010 : American Wives : Capitaine William Hele
- 2010 - 2015 : The Good Wife : Détective Kevin Rodriguez
- 2012 : NYC 22 : Terry Howard
- 2012 : Made in Jersey : River Brody
- 2013 : Franklin and Bash : Un détective
- 2014 - 2015 : Following (The Following) : Agent spécial Jeffrey Clarke
- 2015 : Chicago P.D. : Lieutenant Guthrie
- 2015 : Blue Bloods : Hector Florez
- 2016 : Colony : Geronimo
- 2016 : The Family : Gus Flores
- 2016 - 2017 : Hawaii 5-0 (Hawaii Five-0) : Jorge Morales
- 2017 : Au fil des jours (One Day at a Time) : Ron
- 2017 : Mindhunter : Détective Molina
- 2017 : Ten Days in the Valley : David Gomes
- 2018 : SEAL Team : Colonel Martinez
- 2020 : Histoires fantastiques (Amazing Stories) : Lance
- 2020 : I Know This Much Is True : L'infirmier
- 2020 - 2022 : Ozark : Omar Navarro
- 2020 - 2022 : Charmed : Ray Vera
- 2022 : The Rookie : Le Flic de Los Angeles (The Rookie) : Matthew Garza
- 2022-2023 : The Rookie: Feds : Matthew Garza

#### Téléfilms
- 2009 : L'Honneur d'un Marine (Taking Chance) de Ross Katz : Philly Cargo
- 2016 : Drew de James Strong : Lieutenant Ford

### Jeu vidéo
- 2006 : Grand Theft Auto : Vice City Stories : Jerry Martinez (voix)